# Marinkovac

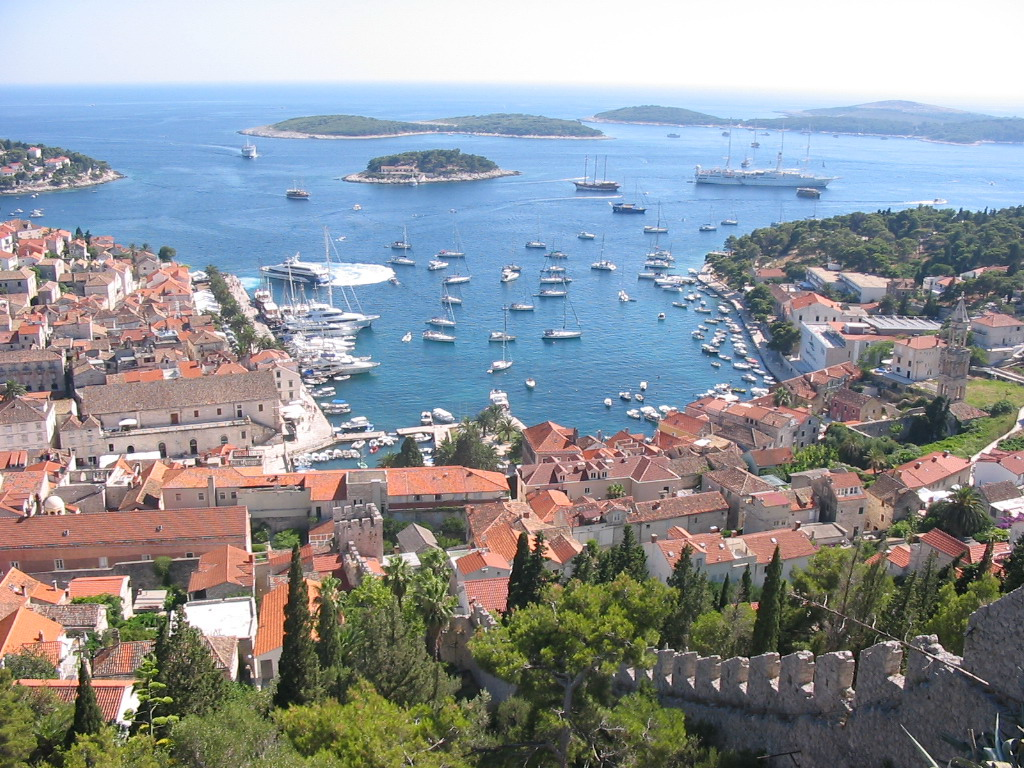
Wyspy Paklińskie widziane z miasta Hvar, na pierwszym planie wysepka Galešnik, z tyłu Sveti Jerolim, a po prawej fragment wyspy Marinkovac

Marinkovac – chorwacka wyspa na Adriatyku, położona 1,6 km na południowy zachód od miasta Hvar. Długość linii brzegowej wynosi 6340 m, a powierzchnia 68,07 ha. Najwyższy punkt wznosi się 47 m n.p.m. Największa zatoka, wrzynająca się w wyspę od południowej strony między cyple Rasnik i Zaglav, nosi nazwę Stipanska. Wyspa należy do archipelagu wysp Paklińskich.